# Ulrike Holzner
Ulrike Holzner, född den 18 september 1968 i Mainz, Tyskland, är en tysk bobåkare.
Hon tog OS-silver i damernas tvåmanna i samband med de olympiska bobtävlingarna 2002 i Salt Lake City.